# أماندا إليستيدت
أماندا إليستيدت (مواليد 17 يناير 1993) هي لاعبة كرة قدم سويدية تلعب في مركز المدافع في نادي باريس سان جيرمان.

## روابط خارجية
- أماندا إليستيدت على موقع الاتحاد الدولي (مؤرشف)  (الإنجليزية)
- أماندا إليستيدت على موقع الاتحاد الأوربي (الإنجليزية)
- أماندا إليستيدت على موقع اتحاد السويد (السويدية)
- أماندا إليستيدت على موقع قاعدة بيانات كرة القدم.إي يو (الإنجليزية)
- أماندا إليستيدت على موقع ليكيب (الفرنسية)
- أماندا إليستيدت على موقع Soccerway.com (الإنجليزية)
- أماندا إليستيدت على موقع عالم كرة القدم.نت (الإنجليزية)
- أماندا إليستيدت على موقع اللجنة الأولمبية الدولية (الإنجليزية)
- أماندا إليستيدت على موقع أوليمبيديا (الإنجليزية)
- أماندا إليستيدت على موقع اللجنة الأولمبية السويدية (السويدية)